# Moritz Heinrich von Boyneburg

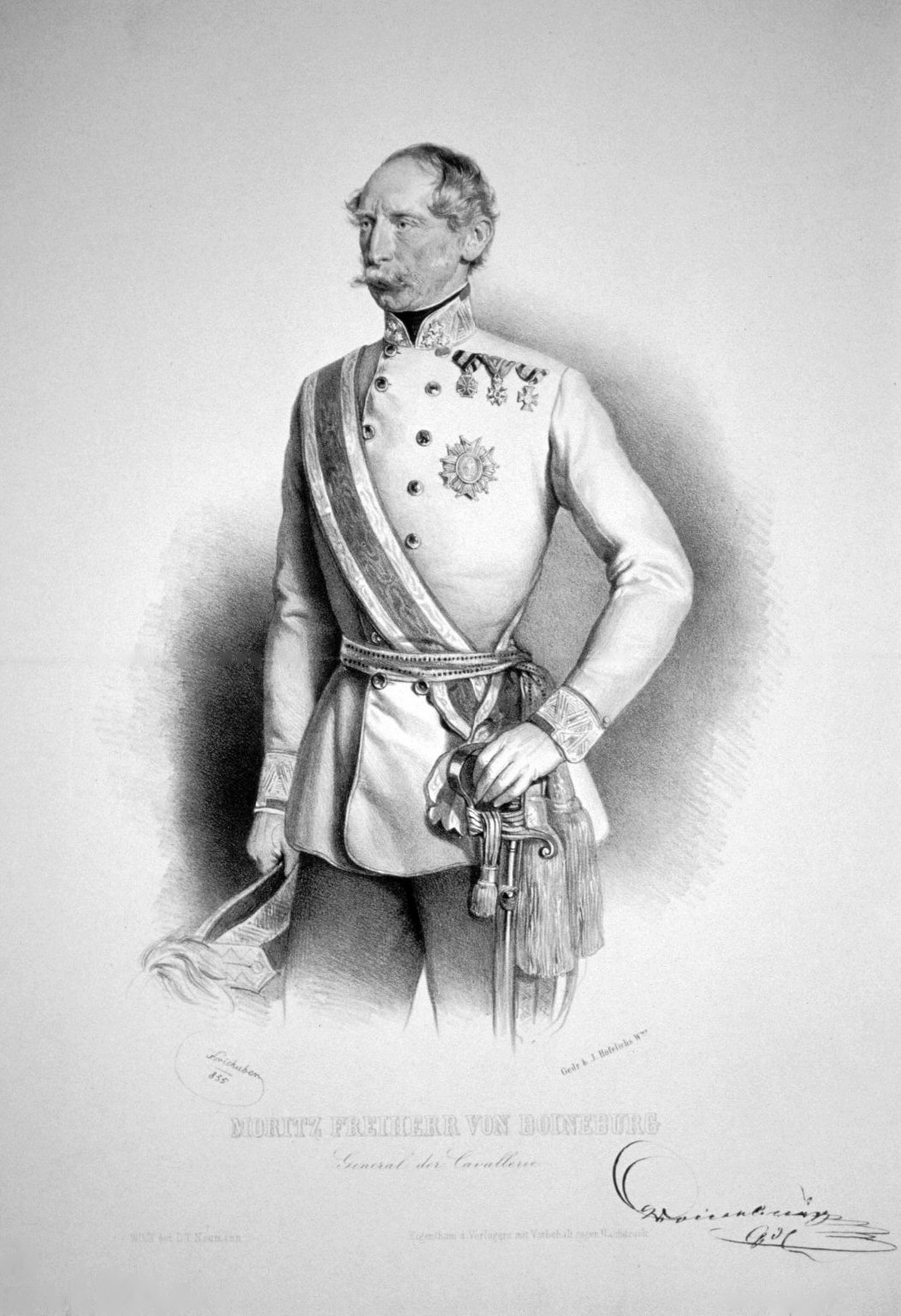
Moritz Freiherr von Boineburg

Moritz Heinrich Freiherr von Boyneburg-Lengsfeld, auch Boineburg, (* 2. Oktober 1788 in Weimar; † 20. September 1868 in Wien) war ein zuerst in französischen sodann österreichischen Diensten stehender deutscher Offizier. Er war am Ende seiner Karriere k. k. General der Kavallerie und Wirklicher Kämmerer.

## Herkunft und Familie
Moritz entstammte der Ludwigschen Linie des „Schwarzen Stammes“ des Geschlechts der Boyneburg, deren Begründer 1540 starb und war ein Nachfahre des kaiserlichen Feldherren Konrad (Kurt) (1494–1567).  
Ein Vetter von ihm, Freiherr Karl Wilhelm Ludwig von Boineburg-Lengsfeld (* 27. August 1785; † 24. März 1865), erhielt 1859 und 1860 im Großherzogtum Hessen und Sachsen-Weimar die Erlaubnis zur Wiederaufnahme der gräflichen Würde und wurde auch in Bayern bei der Grafenklasse immatrikuliert. Sein Enkel, Graf Karl Sigismund von Boyneburg-Lengsfeld (* 20. Oktober 1852), war danach Haupt des gräflichen Zweiges des Geschlechts.

## Leben
Boyneburg trat jung in das preußische Heer, diente seit 1807 seiner Güter wegen in der westfälischen Armee und wohnte den meisten Feldzügen unter Napoleon I. bei, ging aber am 22. August 1813 mit dem Regiment, das er als Oberstleutnant, nach anderen Oberst, befehligte, zu den Österreichern über.
In österreichischen Diensten diente der Offizier zuerst als Oberstleutnant im Husarenregiment Nr. 8 mit dem Stab in Horodenka (Galizien), und erschien Anno 1831 als Oberst des  Dragonerregiments Oberst von Fiquelmont Nr. 6.
Mit Rang vom 3. November 1832 avancierte Boyneburg zum Generalmajor und Brigadier in Temeswar, sodann am 21. Januar 1842, unter Beförderung zum Feldmarschallleutnant, zum Divisionär zu Ofen. Am 11. Mai 1848 übernahm er an Freiherr Karl von Lederers Stelle die Leitung des ungarischen Generalkommandos, das er im Juli des Jahres mit einer Stellung in Galizien vertauschte, wo er an der Seite des kommandierenden Generals William Friedrich von Hammerstein am 1. November 1848 den Aufstand zu Lemberg unterdrückte. Anfang 1849 wurde er Militärkommandant in Österreichisch-Schlesien in Troppau. Er war seit 1849 zweiter Inhaber des Dragonerregiments Leopold II., Großherzog von Toskana Nr. 4.
Am 14. Mai 1853 trat der Ritter der königlich französischen Ehrenlegion sowie k. k. Wirklicher Kämmerer in den Ruhestand und wurde am 6. August 1853 noch mit dem Titel eines Generals der Kavallerie ad honores geehrt.
Der Freiherr und deutsche Patriot verfasste eine Familiengeschichte, „Die Boyneburge“.

## Wappen

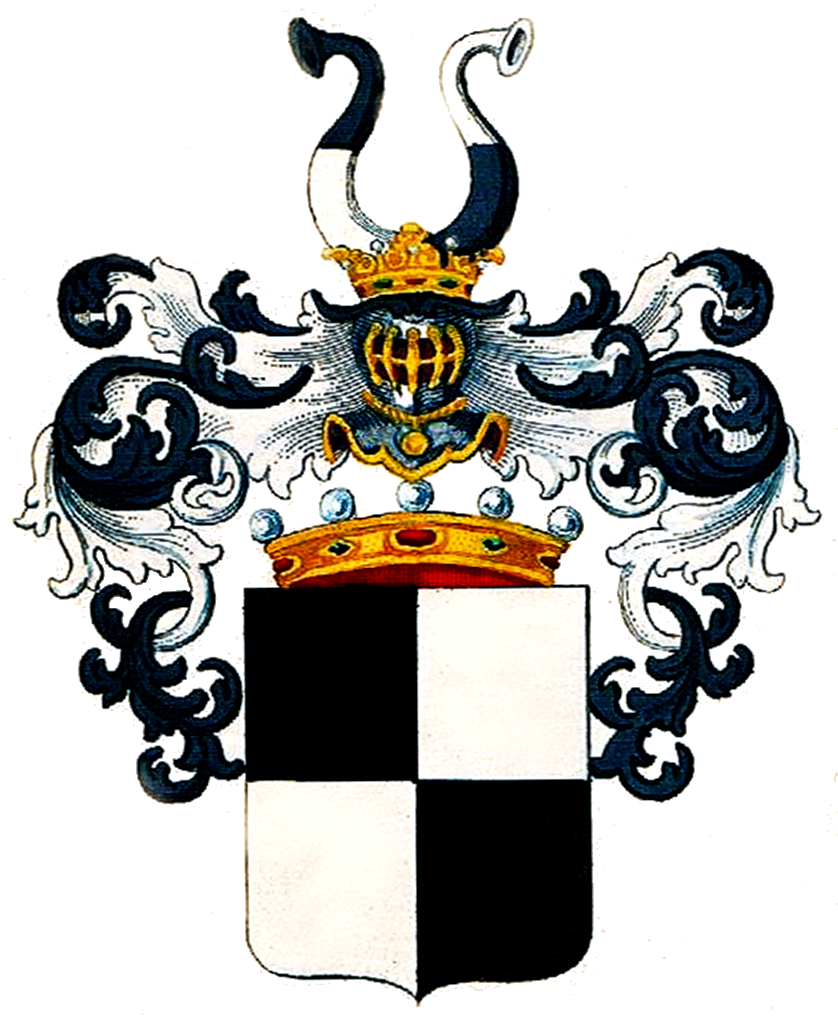
Wappen der Freiherren von Boyneburg-Lengsfeld

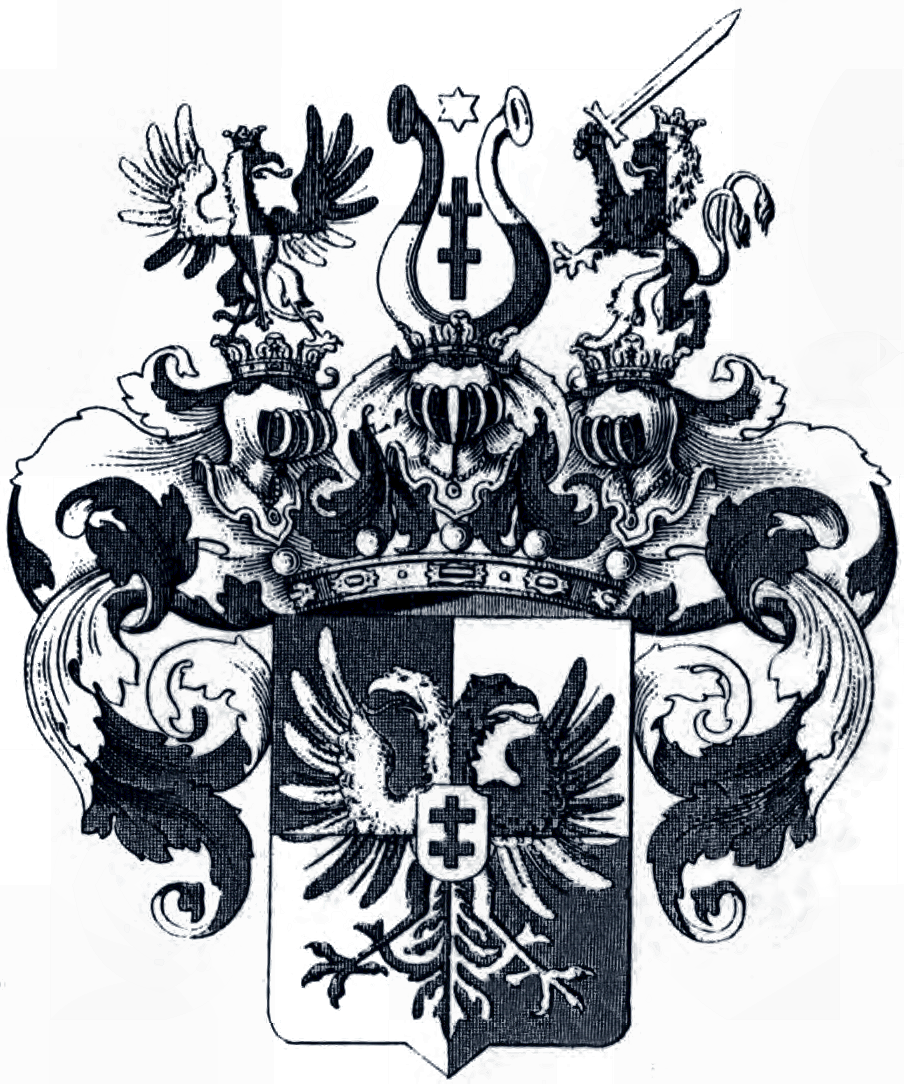
Wappen der Freiherren von Boyneburg

1653: Das ursprüngliche Wappen der Boyneburg-Lengsfeld, ist ein vierfach schwarz und silber geteiltes Schild, und auf dem Helm zwei offene, ebenso geteilte Büffelhörner. Die Linie der Freiherren haben als nächste Agnaten der ausgestorbenen reichsgräflichen Linie nicht den Titel, wohl aber das Wappen angenommen, (von  Kaiser Ferdinand III. am 1. September 1653 vermehrt) das aus einem silbern und schwarz vierfach geteilten doppelten Reichsadler besteht, auf dessen Brust das oben beschriebene Wappenschild ruht.

## Werk
- Die Boyneburge, in Joseph von Hormayrs „Archiv für Geschichte, Statistik, Literatur und Kunst“ Nr. 17, S. 109 ff., 1826